# Pueblo manés
Los maneses (en inglés: Manx  /mæŋks/; en manés: ny Manninee) son un grupo minoritario originario de la Isla de Man, en el mar de Irlanda, en el norte de Europa.
Pertenecen a la diáspora del grupo etnolingüístico gaélico, que ahora habita en varias partes de las islas británicas e Irlanda, en lo que alguna vez fueron el reino de Mann y las Islas y Dál Riata. Los maneses tiene su propio gobierno, el Tynwald (Ard-whaiyl Tinvaal) o el parlamento de la isla, que fue introducido por los colonos vikingos hace más de mil años. La mitología y el folclor nativos de los maneses es parte de la mitología celta, siendo Manannán mac Lir, los mooinjer veggey (las «personitas»), el buggane (una especie de ogro), la lhiannan-shee (el hada amante), la ben-varrey (la sirena) y el moddey dhoo (el gran sabueso negro) figuras mitológicas prominentes en la isla. Su idioma, el gaélico manés ( Gaelg, Gailck), derivó del irlandés medio, que fue introducido por los colonos que vinieron desde la Irlanda gaélica. Sin embargo, el gaélico manés se desarrolló más tarde y de forma aislada, y es una lengua gaélica independiente de las lenguas celtas insulares.

## Demografía de la Isla de Man
Según el censo provisorio de 2011, la Isla de Man alberga a 84 655 personas, de las cuales 26 218 residen en la capital de la isla, Douglas (Doolish). La proporción más grande de la población ha nacido en la isla, pero hay importantes asentamientos de ingleses (Sostnagh/Sostynagh) y de otros que han alterado significativamente la situación demográfica. Según el censo de 2011, el 47.6 % de la población nació en la Isla de Man y el 37.2 % nació en Inglaterra, con un número menor de nacidos en otros lugares: 3.4 % en Escocia, 2.1 % en Irlanda del Norte, 2.1 % en la República de Irlanda, 1.2 % en Gales y un 0.3 % de nacidos en las Islas del Canal, habiendo nacido otro 6.1 % de la población en otras partes del mundo.
Los maneses que residen en el Reino Unido fueron frecuentemente agrupados por el censo de 2001 bajo la categoría de «británicos blancos». El altísimo desbalance entre los comeovers (residentes no nacidos en la isla) y «nativos» ha causado cambios en la cultura, identidad y habla del pueblo manés. Los maneses también han migrado significativamente a otros lugares. Es común para los maneses mudarse a Liverpool por trabajo, por lo que muchos habitantes liverpulianos tienen ascendencia manesa; por ejemplo, se encuentran Paul McCartney, de The Beatles; la actriz estadounidense Olivia Wilde; el exvicepresidente de los Estados Unidos Dan Quayle, y Chris Cornell, de las bandas Soundgarden, Audioslave y Temple of The Dog. Muchos habitantes de la Isla de Man han emigrado a los Estados Unidos, con poblaciones notables en el condado de Cuyahoga y el condado de Lake, Ohio.

## Idiomas
Los maneses han tenido tradicionalmente tres lenguas vernáculas:
- El manés, una lengua gaélica (çhengaghyn Gaelgagh).
- El inglés, siendo dividido dialectalmente en
  - el anglo-manés: el dialecto inglés nativo de los maneses, hoy muy diluido,
  - y el inglés británico: la forma habitual del idioma inglés utilizada en la Isla de Man, especialmente en contextos formales.

Se utiliza el inglés para deliberar en el Tynwald (en manés: Tinvaal); el uso del manés se limita allí a unas cuantas frases fijas. Sin embargo, se utiliza un poco de manés bien limitadamente en publicaciones oficiales, carteles de tráfico, etc. Se ofrece educación en  manés en las escuelas. Bunscoill Ghaelgagh es una escuela primaria en St John's que utiliza el manés como lengua de enseñanza. Aún en 2011, es la única escuela del mundo donde a los niños se les enseña únicamente en manés, lo cual les permite aprender el idioma más naturalmente. 
La escuela es considerada un éxito y es parte de la revitalización del idioma manés. Después de que la UNESCO lo catalogara como lengua extinta en 2009, los alumnos le escribieron cartas haciendo la pregunta: «¿Si nuestra lengua está extinta, entonces en qué lengua estamos escribiendo?»; posteriormente, se cambió la clasificación a «en peligro crítico». La obra Alicia en el país de las maravillas (Ealish ayns Çheer ny Yindyssyn), de Lewis Carroll, puede ser leída en le idioma después de que se hayan presentado treinta copias al Bunscoill Ghaelgagh por la Manx Gaelic Society cuando se publicó oficialmente el libro. 

## Historia y política
La Isla de Man es una de las seis naciones celtas, y ha estado bajo control nórdico, escocés e inglés durante gran parte de los últimos mil años, hoy teniendo un Gobierno autónomo.
Los primeros indicios de personas en la isla de Man datan de alrededor del 8 000 a. C., durante el período mesolítico, también conocido como la Edad de Piedra Media. Pequeños grupos de familias nómadas vivían en campamentos, cazaban animales salvajes, pescaban en ríos y aguas costeras y recolectaban alimentos vegetales.
El Neolítico estuvo marcado por importantes cambios económicos y sociales. Hacia el año 4 000 a. C., los pueblos que alguna vez dependieron de los recursos naturales sin cultivar del mar y la tierra comenzaron a sembrar cereales y a criar ganado, utilizando especies importadas de estos. La tala de bosques naturales a gran escala les otorgó campos para que sembrar cultivos y forrajear animales.
Durante la Edad del Hierro, la influencia celta comenzó a llegar a la isla. Según las inscripciones, los habitantes parecen haber utilizado una lengua britana; sin embargo, en algún punto, quizá ca. 700 d. C., suponen los estudiosos que la invasión o inmigración irlandesa formó la base de una nueva cultura, y los maneses empezaron a hablar gaélico. Esta lengua se ha desarrollado de forma aislada desde entonces, aunque sigue estando estrechamente relacionada con el irlandés y el escocés.
A finales del siglo VIII, los colonos vikingos comenzaron a establecer asentamientos, finalmente llegando a dominar la isla.
El reino nórdico de Mann y las Islas fue creado por Godred Crovan en 1079. Los nórdicos tuvieron un gran impacto en la isla, dejando topónimos de origen nórdico e influenciando en el distintivo sistema político de la isla, el Tynwald (del nórdico antiguo Þingvóllr), una de las democracias parlamentarias más antiguas del mundo.
En 1266, en virtud del Tratado de Perth, el rey Magnus VI de Noruega cedió las islas a Escocia. Durante más de un siglo la Isla de Man, durante las guerras anglo-escocesas, pasó entre las manos de Escocia e Inglaterra. Durante este período turbulento, la isla fue capturada por el ejército escocés de Robert Bruce en 1313. Posteriormente, en el siglo XIV, cuando Inglaterra volvió a apoderarse de la isla, el señorío (más bien, el reinado) pasó a las manos de la familia Montacute, condes de Salisbury.
En 1405, el señorío fue concedido a sir John Stanley, cuyos descendientes (más tarde, los condes de Derby) gobernaron la Isla de Man durante más de 300 años. El señorío pasó, a través de una descendencia femenina, a los duques de Atholl en 1736, y finalmente fue comprado por la Corona británica en 1765.
Desde 1866, cuando la Isla de Man obtuvo cierta autonomía, el pueblo manés se ha convertido en una nación moderna con una economía basada cada vez menos en la agricultura y la pesca y cada vez más en el turismo, primero, y luego en los servicios financieros y de otro tipo.
El siglo XX presenció un resurgimiento en el interés por la música y la danza manesas y por el idioma de Mann, aunque el último hablante nativo de manés (quien lo tenía como primer idioma) murió en la década de 1970. A mediados del siglo XX, el taoiseach Éamon de Valera visitó la isla y se encontró tan angustiado por la falta de apoyo hacia el manés que inmediatamente envió dos camionetas de grabación para registrar el idioma antes de que desapareciera por completo.
Los cambios económicos causaron un breve ímpetu para el nacionalismo manés en las décadas de 1970 y 1980, creando así a Mec Vannin, un grupo nacionalista, al igual que el ahora desaparecido Partido Nacional de Manx y Fo Halloo ('Subterráneo'), que generaron una campaña de vandalismo con grafitis y la quema de casas. Desde entonces, la política nacionalista ha decaído y varios de sus antiguos defensores se encuentran ahora en la política corriente.
La década de 1990 y a principios del siglo XXI presenciaron un mayor reconocimiento de la cultura indígena manesa, tal como la llegada de la primera escuela primaria con el manés como lengua de enseñanza, aunque la cultura manesa todavía permanece al margen de la cultura popular para la mayoría de los residentes de Mann.

## Crónicasde Mann y la posesión inglesa
Las Crónicas de los reyes de Mann y las Islas  o la Crónica manesa es un manuscrito que relata la historia temprana de la isla de Man. Las Crónicas son un relato anual de acontecimientos importantes en la historia de la isla de Man desde 1016. Escrito en latín, documenta el papel de la isla como centro del reino nórdico de Mann y las Islas. Las Crónicas también documentan la influencia de sus reyes, líderes religiosos y el papel de la Abadía de Rushen.
Ha habido campañas para transferir la posesión de las Crónicas por parte de la Biblioteca Británica, en Inglaterra, de regreso y permanentemente a la Isla de Man y al pueblo manés. En 2014, la Liga Celta apoyó esta causa, exigiendo la devolución del manuscrito a la Isla de Man. Continúan llevando a cabo una campaña para la reapropiación de artefactos de regreso a sus países celtas.